# 스테이시 밀번
스테이시 박 밀번(Stacey Park Milbern, 1987년 5월 19일 ~ 2020년 5월 19일)은 한국계 미국인 장애 정의 활동가였다. 장애 정의 운동을 만드는 데 도움을 주었고 장애인의 공정한 대우를 옹호했다.

## 초기 생애
밀번은 1987년 5월 19일 서울의 미군 병원에서 선천성 근이영양증(CMD)을 가지고 태어났다. 그는 혼혈로, 아버지는 백인 미국인이었고 어머니는 한국인이었다. 노스캐롤라이나주 포트 브래그에서 자랐으며, 아버지가 미국 육군에 복무하는 군인 가족이었다. 어린 시절 그는 가족을 돌봄 제공자로 의존했지만, 퀴어로 정체성을 갖기 시작했을 때 부모의 판단을 두려워하여 이사를 계획했는데, 식사, 수면, 화장실 사용과 같은 일상 활동에서 도움이 필요했기 때문에 이러한 선택이 더욱 어려웠다.
밀번은 16세에 장애인 인권 지도자 역할을 시작했으며, 전국 청소년 리더십 네트워크의 지역사회 봉사활동 담당자로도 일했다. 나중에는 노스캐롤라이나 청소년 리더십 포럼의 창립자가 되었다. 노스캐롤라이나 주지사에 의해 2006년부터 2008년까지 노스캐롤라이나 시각장애인위원회에, 2004년부터 2010년까지 주 전체 자립생활위원회에 임명되었다. 그는 10월을 "장애 역사 및 인식의 달"로 정하고 모든 학교에서 장애 역사 교육과정을 가르치도록 요구하는 2007년 노스캐롤라이나 법률의 작성과 통과에 중요한 역할을 했다. 2005년, 밀번은 다른 유색인 퀴어 여성 장애인 활동가들과의 대화를 통해 장애 정의 운동을 확립하는 데 도움을 주었다.
밀번은 2000년대 후반 내내 워드프레스에서 "Crip Chick"(나중에 CripChick.com)이라는 제목의 인기 있는 장애인 인권 블로그를 썼다. 그는 2009년 메소디스트 대학교를 졸업했다.

## 베이 에어리어
밀번은 24세에 샌프란시스코 베이 에어리어로 이주했는데, 이 지역이 "신체 장애인들에게 가장 접근 가능한 곳 중 하나"였기 때문이었다. 베이 에이리어는 장애인 인권 운동의 역사적 중심지였으며, 그곳에서 그는 계속해서 운동을 조직하고 글을 쓰며 연설을 했고, 버클리 자립생활센터의 프로그램 담당자가 되었다. 캘리포니아는 재택 돌봄 혜택 지출에서 주들 중 높은 순위를 차지하며, 그는 재택 간병인에 대한 메디케이드 지원을 받을 수 있었고, 오클랜드에서 독립적으로 생활하며 금융 은행 회사에서 인사 담당 직책을 맡을 수 있게 되었다. 그는 지역사회에서 계속 활동하고 요양원에서의 시설화를 피할 수 있는 능력을 간호 지원 덕분이라고 여겼다. 그는 캘리포니아에서 받을 수 있었던 독립성과 돌봄을 노스캐롤라이나에서의 경험과 대조시켰고, 적정의료법을 폐지하고 대체하려는 노력 중 제안된 삭감에 맞서 재택 간병인 및 간호 서비스에 자금을 지원하는 메디케이드 프로그램의 필요성을 옹호했다. 밀번은 불필요한 수술에 반대하는 발언을 포함하여 접근성과 시스템 내 편견 모두를 포함한 장애인을 위한 공정한 의료 서비스를 옹호했다.
2014년, 밀번은 버락 오바마에 의해 지적 장애인을 위한 대통령 위원회에 임명되었다. 그는 2년 동안 오바마 행정부에 자문을 제공했다. 2015년 밀스 칼리지에서 경영학 석사 학위를 받았다. 또한 2020년 다큐멘터리 영화 《크립 캠프》에서 임팩트 프로듀서로 활동했다.
2020년 3월 초, 코로나19 팬데믹이 베이 에이리어로 퍼지자, 밀번과 장애 정의 문화 클럽을 구성하는 네 명의 친구들은 손 소독제, 소독제, 마스크를 포함한 수제 질병 예방 키트를 오클랜드 노숙자 야영지 거주자들에게 배포했다. 그는 지역사회와 가장 취약한 구성원들의 안녕에 대한 우려를 제기했다. 밀번은 자신의 DIY 해결책을 "크립(crippled) 지혜"의 예로 언급했다. 그는 팬데믹이 보건 서비스에 가하는 요구가 자신의 지역사회가 생존을 위해 필요한 투석과 기타 생명을 구하는 치료에 대한 접근을 위협한다고 경고했다. 그의 그룹은 또한 도움이 필요한 장애인들에게 음식과 돌봄 지원을 제공하는 상호부조 캠페인을 조직했다. 밀번은 자신의 건강 문제가 악화되고 있음에도 불구하고 팬데믹 구호 활동을 계속했다.

## 죽음과 유산

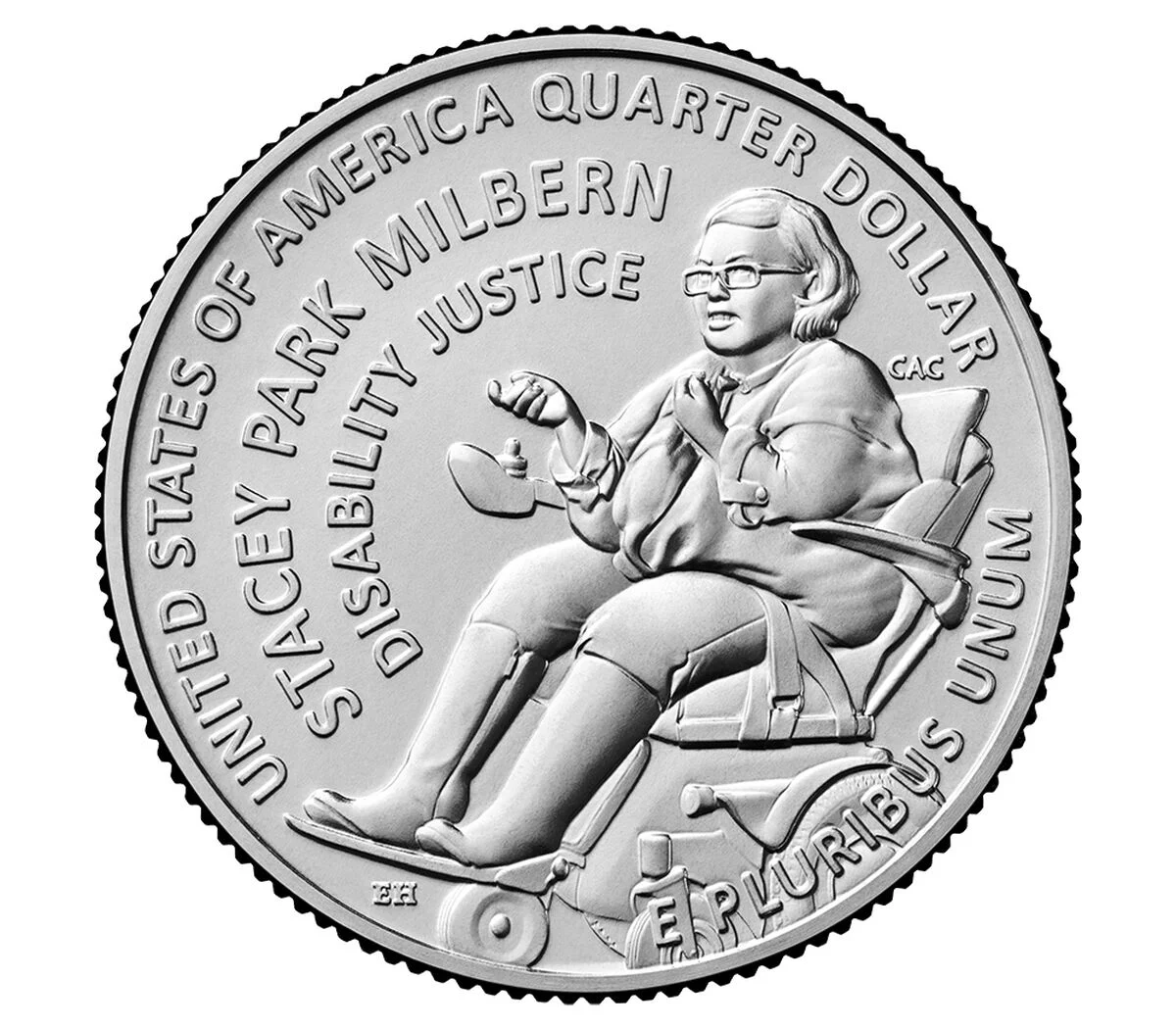
밀번은 미국 여성 25센트 동전 중 하나에 묘사되어 있다.

생애 말기에 그는 건강 문제가 있었다. 빠르게 자라는 신장암을 제거하는 수술은 코로나19 팬데믹 중 자택 격리 명령으로 인해 연기되었다. 밀번은 2020년 5월 19일 자신의 33번째 생일에 스탠포드 병원에서 수술 합병증으로 사망했다.
밀번은 2022년 5월 19일, 그의 35번째 생일이었을 날에 구글 두들에 소개되었다. 밀번은 미국 여성 25센트 동전 컬렉션의 마지막 해의 일부로 2025년에 출시된 미국 25센트 동전에 묘사되어 있다.